# Рябинина, Кира Юрьевна
Кира Юрьевна Рябинина (род. 10 сентября 1937, Ленинград) — советский и российский скульптор-керамист. Заслуженный художник Российской Федерации (1994).

## Биография
Родилась 10 сентября 1937 в Ленинграде в семье художницы Екатерины Васильевны Сыромятниковой. В 1954—1962 годах училась в Московском государственном художественном институте имени В. И. Сурикова на факультете скульптуры у Д. П. Шварца, Н. В. Томского, А. А. Древина и Д. Д. Жилинского.
С 1960 года принимала участие в художественных выставках. В 1963 году вступила в Московский союз художников, а в 1964 году — в Союз художников СССР.
Подруга семьи Н. А. Малышева познакомила К. Ю. Рябинину с художником-керамистом П. В. Леоновым, который предложил ей заняться фарфоровой скульптурой. 1 июня 1965 года она стала скульптором Дулёвского фарфорового завода и проработала там до 25 июня 1984 года. Её первые работы в фарфоре, «Медведь» и «Мальвина», получили высокие оценки на художественном совете.
Персональные выставки Киры Рябининой проходили в 1986 году в Праге и Братиславе, в 2022 году в Москве. Она также принимала участие в групповой выставке 1980 года в Москве и в зарубежных выставках: в Японии (Осака, 1971), США (1972), ГДР (1974), Чехословакии (1975).
Работы Киры Рябининой находятся в собраниях Государственной Третьяковской галереи, Государственного Русского музея, Всероссийского музея декоративного искусства, музея-заповедника «Царицыно» и других музеев.

## Работы

«Мир», 1972,
Всероссийский музей декоративного искусства

- «Медведь» (1965, фарфор, надглазурная роспись, 13×20×7) — Государственный музей керамики и «Усадьба Кусково XVIII века»[3]
- «Мальвина» (1966, фарфор надглазурная и подглазурная пись, 21×22×6) — ГРМ, ГТГ, Государственный музей керамики и «Усадьба Кусково XVIII века»[3]
- «Гуляющий медведь» (1967, фарфор, надглазурная роспись, 29×13×7) — ГТГ, Государственный музей керамики и «Усадьба Кусково XVIII века»[3]
- «Сказка» (1970—1971, фарфор, подглазурная и надглазурная роспись, 27×17×21) — ГРМ, ГТГ, Государственный музей керамики и «Усадьба Кусково XVIII века»[3]
- «Встреча» (1970, фарфор, подглазурная и надглазурная роспись, 32×15×10) — ГРМ, ГТГ, Государственный музей керамики и «Усадьба Кусково XVIII века»[3]
- «Пёс» (1972, фарфор, надглазурная и подглазурная роспись, 48×13×23) — ГТГ[3]
- «Мир» (1974, фарфор, подглазурная и надглазурная роспись, 50×37×25) — ГРМ[3]
- «Медведь с букетом» (1974, фарфор, надглазурная и подглазурная роспись, 13×8×6)[3]
- «Игра в саду» (1977, фарфор, роспись, подглазурная роспись, 27×50×18) — ГРМ[3]
- «Медведь с газетой» (1977, фарфор, подглазурная роспись, 18×12×13) — СХ СССР[3]
- «Сон» (1978, шамот, соли, 64×43×43)[3]
- «Возок» (1980, фарфор, подглазурная роспись, 22×30×13)[3]

## Награды и звания
- Заслуженный художник Российской Федерации (1994)[4]

## Семья
- Муж — Мирон Владимирович Лукьянов (1936—2007) — художник-плакатист, график и педагог.
  - Дочь — Екатерина Мироновна Лукьянова (род. 1969) — художник-график.
  - Сын — Степан Миронович Лукьянов (род. 1976) — художник, сценограф, дизайнер.

## Цитаты
Скульптура малых форм направлена к человеку в единственном лице. Это определяющий момент в работе скульптора в мелкой пластике. В наше время такое обращение очень важно. В каком окружении мы живем в современном городе? Архитектура за редким исключением — коробки, мебель — тоже. Вечно ты затерян в толпе. Мало что заставляет почувствовать себя единицей. Многим людям ведь это необходимо. В свете этих соображений скульптура малых форм как искусство глубоко духовное, конечно, очень жизненна, очень нужна.К. Ю. Рябинина